# Horst Erdmann
Horst Joachim Erdmann (* 31. Januar 1919 in Breslau; † zwischen 1993 und 1999), Pseudonym Dr. Theo Friedenau, war Funktionär der Deutschen Arbeitsfront und Verleger. 1949 wurde er der erste Leiter des Untersuchungsausschusses Freiheitlicher Juristen (UFJ) und trat 1958 nach der Aufdeckung von Falschangaben in seinem Lebenslauf zurück.

## Bekanntheit
Erdmann wurde der deutschen Öffentlichkeit unter seinem Pseudonym Dr. Theo Friedenau dadurch bekannt, dass er ab dem Jahr 1949 von West-Berlin aus zusammen mit Gleichgesinnten und mit der finanziellen Unterstützung der CIA den Untersuchungsausschuss Freiheitlicher Juristen aufgebaut hatte, als dessen erster Leiter er auch fungierte. Vor seinem Tätigwerden in West-Berlin hatte er in Belzig in Brandenburg als Rechtsanwalt gearbeitet und dabei einige Unrechtszustände in der SBZ kennengelernt.
Der UFJ arbeitete als Rechtsberatung für DDR-Bürger. Dabei wurden Informationen aus allen gesellschaftlichen Bereichen der DDR gesammelt und eine „Belastetendatei“ aufgebaut. An Personen, bei denen der UfJ eine Regimenähe vermutete, wurden Drohbriefe versendet. Horst Erdmann legte stets großen Wert auf die Gewaltfreiheit der Aktivitäten. Er betonte auch, dass er nichts mit Geheimdiensten zu tun habe, obwohl er bereits zu Beginn seiner UfJ-Tätigkeit durch den CIA-Offizier Henry Hecksher verpflichtet worden war.

## Bloßstellung und Sturz
Am 25. Juni 1958 warf das Ministerium für Staatssicherheit der DDR Horst Erdmann Hochstapelei, Lügen und seine NS-Vergangenheit vor.
- Horst Erdmann hatte mehrfach angegeben, am 3. Januar 1911 in Lübeck geboren zu sein. Tatsächlich war er am 31. Januar 1919 in Breslau geboren worden.
- Falsch war seine Angabe, dass seine Mutter Jüdin gewesen sei.
- Erfunden war sein beruflicher Werdegang, dass er von 1930 bis 1933 in Berlin und Breslau studiert, 1933 das Referendarexamen bestanden, 1934 promoviert, 1936 das Assessorexamen bestanden und von 1936 bis 1944 als Syndikus in verschiedenen Betrieben gearbeitet habe. Tatsächlich war Erdmann erst am 26. September 1940 in Breslau immatrikuliert worden. Er legte nie eine juristische Staatsprüfung ab. Seine Stellung als Rechtsanwalt und Notar in Belzig erschlich er sich durch falsche Papiere.
- Die eidesstattliche Erklärung, er sei nie NSDAP-Mitglied gewesen, war ebenfalls wahrheitswidrig. Horst Erdmann war zum 1. August 1937 der NSDAP beigetreten (Mitgliedsnummer 3.925.549),[6] er war Hitlerjugend-Stammführer, Leiter der Sozialabteilung der HJ-Gebietsführung, Gaujugendwalter der Deutschen Arbeitsfront und Gaubeauftragter für den Kriegsberufswettkampf.[7]

Nach Bekanntwerden der Vorwürfe wiegelten der UFJ und Horst Erdmann zunächst ab. Nicht zuletzt aufgrund des Drängens des Bundesministeriums für gesamtdeutsche Fragen, bei dem Horst Erdmann dem Institut für Ostrecht vorstand, grenzte sich der UFJ bald von ihm ab. Am 7. Juli 1958 trat er von seiner Funktion als Leiter des UFJ zurück.

## Verlegertätigkeit
Nach seinem Weggang vom Untersuchungsausschuss Freiheitlicher Juristen wirkte Horst Erdmann als Verleger in seinem 1956 gegründeten Verlag für Internationalen Kulturaustausch, zunächst in Berlin, der 1959 unter dem Namen Horst Erdmann Verlag für Internationalen Kulturaustausch nach Bad Herrenalb und 1967 nach Tübingen umzog. Der Verlag veröffentlichte zahlreiche Reisebeschreibungen (siehe die Liste von Titeln der Edition Erdmann), vor allem aber von der öffentlichen Hand subventionierte Übersetzungen deutscher Literatur in Sprachen des Globalen Südens und umgekehrt deutsche Übersetzungen von Werken aus den Literaturen der Dritten Welt. Die Subventionen liefen unter anderem über das Institut für Auslandsbeziehungen und den Verein Inter Nationes.
Im Mai 1979 wurde Erdmann unter dem Vorwurf des Subventionsbetrugs und der Steuerhinterziehung verhaftet. Ihm wurde vorgeworfen, mittels falscher Rechnungen und diverser Manipulationen etwa 3,7 Millionen D-Mark in die eigene Tasche gesteckt zu haben und den Fiskus um Steuern in Höhe von etwa 1,8 Millionen D-Mark gebracht zu haben. Im November 1982 verurteilte das Landgericht Stuttgart Erdmann zu vier Jahren Freiheitsstrafe wegen besonders schweren Betrugs, Urkundenfälschung und Steuerhinterziehung.
Der Verlag wurde 1981 vom Thienemann Verlag erworben und blieb dort als Imprint bestehen. Nach weiteren Besitzerwechseln trug er den Namen Edition Erdmann.

## Letzte Jahre
Am 9. Februar 1993 führte Frank Hagemann für seine Dissertation über den Untersuchungsausschuss freiheitlicher Juristen ein Interview mit Erdmann. Spätere öffentliche Auftritte sind nicht bekannt. Siegfried Mampel gab in einem 1999 veröffentlichten Text an, dass Erdmann verstorben sei.